# Kitty Wells
Kitty Wells, rodným jménem Ellen Muriel Deason, (30. srpna 1919 Nashville, Tennessee – 16. července 2012) byla americká countryová zpěvačka a skladatelka, členka Grand Ole Opry.
Její hit z roku 1952 „It Wasn't God Who Made Honky Tonk Angels“ způsobil, že se jako první country zpěvačka stala i první opravdovou ženskou pěveckou countryovou hvězdou, která byla označována lichotivým přídomkem Královna County Music. Vrchol její kariéry nastal v 50. a 60. letech 20. století. Společně s Dolly Parton, Lorettou Lynnovou, Rebou McEntire, Tammy Wynette, Patsy Cline a Tanyou Tuckerovou patří mezi největší legendy ženské části americké country scény.
V roce 1976 byla uvedena do americké countryové síně slávy Country Music Hall of Fame.

## Ocenění
- 1981 NARAS Governor's Award for Outstanding Achievement in the Recording Industry
- 1985 Academy of Country Music's Pioneer Award
- 1991 NARAS Grammy Lifetime Achievement Award
- 1993 The Music City News Living Legend Award